# Moritz Stübel
Alexander Moritz Stübel (* 10. Juli 1871 in Dresden; † 5. Dezember 1954 ebenda) war ein deutscher Jurist und Dresdener Lokalforscher.

## Leben
Moritz Stübel war der Sohn von Gottwald Alexander Stübel und von dessen Ehefrau Marie Alida. Er besuchte ab 1880 das Vitzthum-Gymnasium in Dresden, studierte anschließend an der Universität Leipzig Jura und wurde 1894 mit der Schrift Die rechtliche Stellung des Handlungsreisenden nach dem allgemeinen deutschen Handelsgesetzbuch zum Dr. jur. promoviert. Er war als Landgerichtsrat in Dresden tätig. Daneben beschäftigte er sich mit der Genealogie seiner Familie sowie der Kunstgeschichte und Geschichte Dresdens. Er starb an einer Gasvergiftung.

## Veröffentlichungen (Auswahl)
- Die rechtliche Stellung des Handlungsreisenden nach dem allgemeinen deutschen Handelsgesetzbuch. Dissertation Leipzig 1893 (handschriftlich in der Universitätsbibliothek Leipzig vorhanden).
- Der Wohnsitz nach dem Deutschen Bürgerlichen Gesetzbuch mit besonderer Bezugnahme auf den Gerichtsstand in Vormundschaftssachen. In: Sächsisches Archiv für Bürgerliches Recht und Prozeß 9, 1899, S. 548–566.
- Die Mängelanzeige im Handelsverkehr. In: Sächsisches Archiv für Bürgerliches Recht und Prozeß 10, 1900, S. 405–456.
- Zur Geschichte der Familie Stübel. In: Dresdner Geschichtsblätter 10, 1901, S. 61–62.
- Stammbaum der Familie Stübel nebst Aixszug aus dem der Familien Lassau und Tittmanu. Dresden 1902.
- Zwangsvollstreckung in dem Schuldner nicht zustehende Forderungen. In: Deutsche Juristenzeitung 9, 1904, S. 684–687.
- Der jüngere Canaletto und seine Radierungen. In: Monatshefte für Kunstwissenschaft. 4, 1911, S. 471–501.
- Christian Ludwig von Hagedorn. Ein Diplomat und Sammler des 18. Jahrhunderts. Klinkhardt & Biermann, Leipzig 1912 (Digitalisat).
- Der Landschaftsmaler Johann Alexander Thiele und seine sächsischen Prospekte (= Schriften der Königlich-Sächsischen Kommission für Geschichte. 21). Teubner, Berlin 1914.
- Das Reisetagebuch des Künstlers vom 27. Okt. bis 15. Nov. 1773. Chodowiecki in Dresden und Leipzig. Burdach, Dresden 1916; 2. Auflage Lehmann, Dresden 1920.
- Briefe von und über Adrian Zingg. In: Monatshefte für Kunstwissenschaft. 9. Jahrgang, Heft 8, 1916, S. 281–303 (Textarchiv – Internet Archive).
- Goethe, Schuster Haucke und der Ewige Jude. Ein Beitrag zu Goethes Dresdner Aufenthalt im Jahre 1768. Lehmann, Dresden 1920 (Digitalisat).
- Canaletto (= Meisterwerke in Dresden. Amtliche Veröffentlichungen des Ministeriums des Kultus und öffentlichen Unterrichts). J. Bard, Berlin / Buchdruckerei der Wilh. u. Bertha v. Baensch-Stiftung, Dresden 1923 (Digitalisat).
- Deutsche Galeriewerke und Kataloge des 18. Jahrhunderts. In: Monatshefte für Bücherfreunde und Graphiksammler 1, 1925, S. 247–254. 301–311.
- Raffaels Sixtinische Madonna. Aus alten bisher unbekannten Quellen. Lehmannsche Verlagsbuchhandlung, Dresden 1926.
- Zur Frage der Sixtinischen Madonna Raffaels. In: Dresdner Anzeiger, Band 197, 1927, Nr. 183, S. 2.
- Gemälderestaurationen im 18. Jahrhundert. In: Der Cicerone 19, 1926, S. 122–135 (Digitalisat).
- Anselm von Feuerbach und Christoph Carl Stübel. Ein Briefwechsel. In: Zeitschrift für die gesamte Strafrechtswissenschaft 55, 1936, S. 825–864.